# Martin-Luther-Kapelle (Berlin)

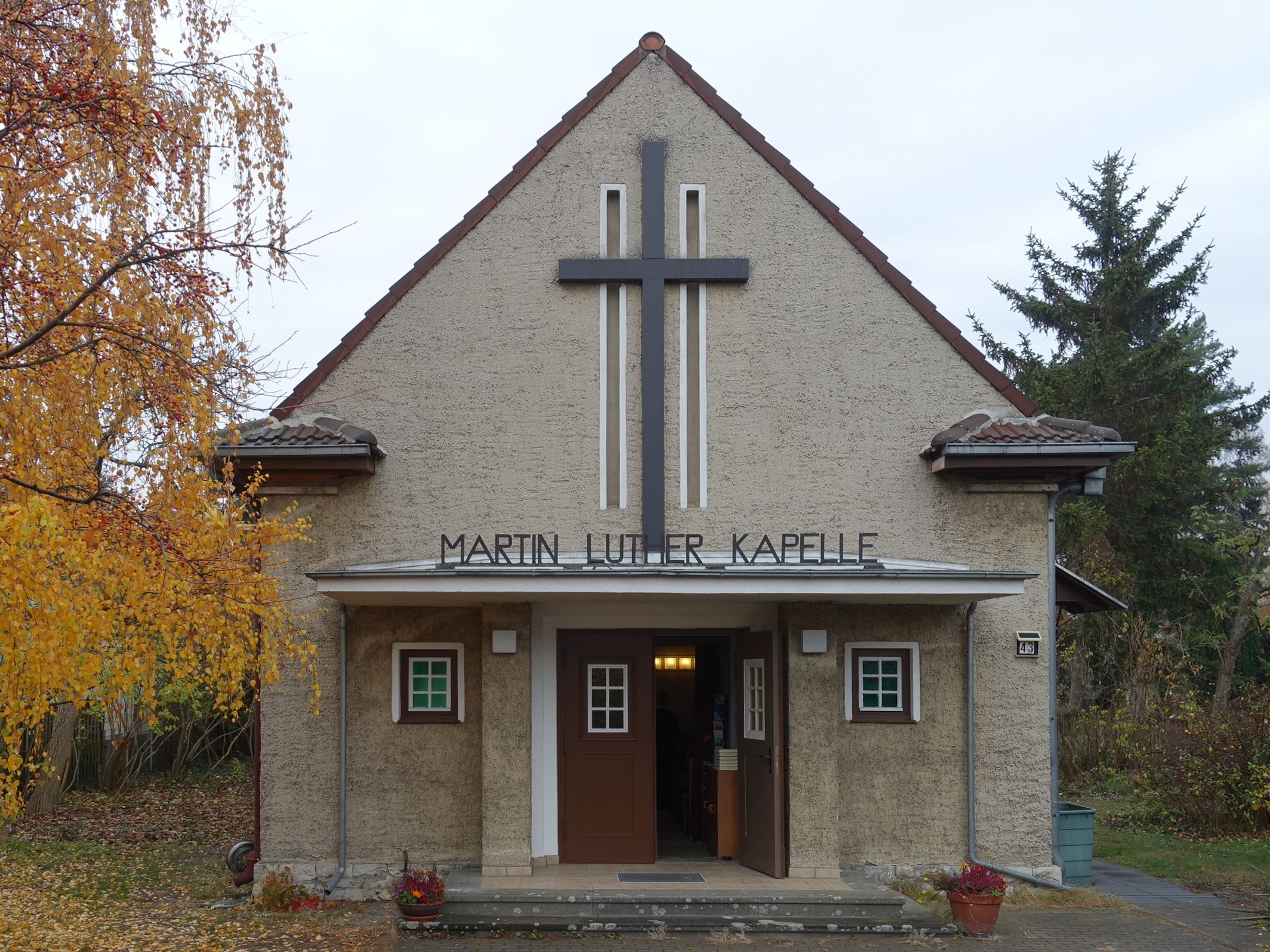
Martin-Luther-Kapelle

Die evangelische Martin-Luther-Kapelle im Kirchenkreis Lichtenberg-Oberspree des Sprengels Berlin der Evangelischen Kirche Berlin-Brandenburg-schlesische Oberlausitz wurde nach Plänen des Architekten Gustav Wolf in der Eitelsdorfer Straße 43 in der Ortslage Uhlenhorst, im Norden des Ortsteils Köpenick, errichtet. Sie wurde am 25. März 1934 eingeweiht.

## Geschichte
Zwischen 1910 und 1918 entstand nach Plänen von Wilhelm Liefert und Erich Peters eine Siedlung im englischen Landhausstil für Arbeiterfamilien. Den Gläubigen war der Weg zur drei Kilometer entfernten Stadtkirche zu weit, sodass der Wunsch nach einem näher liegenden Gotteshaus aufkeimte.

## Baubeschreibung
Die Saalkirche wurde auf rechteckigem Grundriss errichtet. In der Form wirkt die Neue Sachlichkeit nach. Bedeckt ist das Bauwerk mit einem Satteldach. Der Sockel ist als Bossenwerk aus  Kalkstein ausgebildet. Das Mauerwerk der Wände darüber ist  verputzt. Ein breites Portal kennzeichnet den Giebel, über dessen Verdachung sich ein großes Kreuz befindet. Seitlich sind je drei Fenster zu Bändern zusammengefasst. Die Kapelle hat keinen Kirchturm, an einer Seitenwand hängt eine kleine Glocke. Im Innenraum, rechts neben dem Eingang, steht eine kleine Orgel.